# 黒田崇矢 & Goodfellas
黒田崇矢 & Goodfellas（クロダタカヤ アンド グッドフェローズ）は、日本のロックバンド。略称はTKaGF。

## メンバー
・黒田 崇矢（くろだ たかや）：Vocal
・伊藤 オキトモ（いとう おきとも）：Guitar　
　D‘soul creation（ex.SARUBB）、snack powder boys
・高橋 洋介（たかはし ようすけ）：Guitar
・菊地 アズサ（きくち あずさ）：Bass
・栗田 SEITALOW（くりた せいたろう）：Drums
　FROGFLY（フロッグフライ）
旧メンバー
・高津戸 勇紀（たかつと ゆうき）：Guitar

## 概要
2015年12月にメンバーの栗田 SEITALOWが以前から交流のあった黒田 崇矢をバンドに誘ったことが結成のきっかけ。

## 来歴
2016年
3月26日、新宿MARZにて1stワンマンライブ「新たなる挑戦」を開催。同日、Nixtreme Recordsから1stマキシシングル「必ず景色は変わる」（会場限定盤）をリリース。
10月16日、Vocal 黒田 崇矢の体調不良の為、活動休止。
2017年
12月4日、約1年の活動休止期間を経て再始動を発表。
12月29日、コミックマーケット93にて会場限定シングル「もう一度 もし生まれ変わったら」をリリース。
2018年
1月27日、シングル「もう一度 もし生まれ変わったら」を配信にてリリース。
2月28日、1stマキシシングル「必ず景色は変わる」を全国リリース。
3月29日、シングル「BirthdayCall」を配信にてリリース。
4月27日、2ndワンマンライブ「Revive」の開催を発表。
5月31日、1stマキシシングルに収録の「必ず景色は変わる」、「Pretty Girl」、「略奪愛」、「DAKARA JIN JIN JIN」を配信にてリリース。
6月23日、公式Instagramを開設。
7月9日、黒田崇矢 & Goodfellasオフィシャルサイトを公開。
7月28日、代官山LOOPにて2ndワンマンライブ「Revive」を開催。同日、Nixtreme Recordsから2ndマキシシングル「Restart」をリリース。（会場先行販売）
8月31日、2ndマキシシングル「Restart」を全国リリース。
12月22日、新宿MARZにて3rdワンマンライブ「BLACK CHRISTMAS」を開催。会場限定シングル「My little sweet honey」をリリース。同日、東名阪ツアー開催を発表。